# IV конная когорта галлов
IV конная когорта галлов (лат. Cohors IV Gallorum equitata) — римское вспомогательное подразделение, состоявшее из пехоты и кавалерии.
Вероятно, оно было создано в Лугдунской Галлии в правление императора Октавиана Августа. Впервые когорта была упомянута в 75 году, когда она дислоцировалась в Мёзии. В 105 году она все ещё пребывала в этой провинции и поэтому, вероятно, принимала участие в дакийских войнах Траяна. После краткого пребывания во Фракии (о чем свидетельствует надпись от 114 года), когорта была переведена в Британию не позднее 122 года. Последние упоминания о подразделении относятся к периоду 276—282 годов, когда оно находилось в Виндоланде. Однако Notitia Dignitatum, позднеримский официальный документ, упоминает IV конную когорту галлов, которая всё ещё дислоцировалась в Виндоланде под руководством дукса Британии и относилась к пограничным войскам. По всей видимости, после ухода римлян из Британии, когорта также покинула остров.
В Британии когорта размещалась в различных крепостях. С 213 года она дислоцировалась в Виндоланде у вала Адриана, но были обнаружены недатированные надписи, упоминавшие когорту, в Ризингаме, Темплборофе, Каслхилле, Кастлстеде и Верхнем Рочестере. Историк Пол Холдер считает, что в Каслхилле когорта была в 144—160 годах, Ризингаме — в 160—180 годах, а затем в Виндоланде. Каслхилл находился около вала Антонина, который находился под властью римлян в течение 20 лет.
Сохранились имена 10 префектов когорты, из которых известно происхождение только у одного: Квинта Петрония Урбика из Бриксии в Северной Италии (около 220 года). Из рядовых солдат известен Гай Юлий Валент из племени траллов, упомянутый в надписи от 114 года.